# Myohyracidae
Myohyracidae (лат.) — семейство вымерших млекопитающих из отряда прыгунчиков (Macroscelidea), живших во времена с эоцена по миоцен (41,3—11,62 млн лет назад) на территории Африки (Намибия, Кения и Уганда). Строением зубов напоминали даманов, к которым их ранее относили.

## Классификация
По данным сайта Paleobiology Database, на сентябрь 2023 года в семейство включают 3 вымерших рода:
- Myohyrax Andrews, 1914
  - Myohyrax oswaldi Andrews, 1914
- Promyohyrax Senut and Pickford, 2021
  - Promyohyrax namibiensis Senut and Pickford, 2021
- Protypotheroides Stromer, 1922